# マラバリスタ
マラバリスタ（ポルトガル語: Malabarista）とは、曲芸師のことをいう。マラバリズモ（Malabarismo、至難な曲芸、マラバリズムともいう）を行う人のこと。いわゆるジャグラー。
サンバにおけるマラバリスタ
サンバのパレード、いわゆるサンバカーニバルなどにおいては、本来は楽器であるパンデイロを使って曲芸しながらパレードすることをマラバリズムといい、これらの人を総称してマラバリスタと呼称する。
東京大学のジャグリングサークル「マラバリスタ」
1993年に中嶋潤一郎などにより創設され、現在では東大生のみならず、社会人やほかの大学の学生も参加し、会員数100名を超える日本有数の大きなサークルとなっている。東京大学の文化祭のステージなどのイベントでパフォーマンスをしている。毎年9月にMJF（マラバリスタジャグリングフェスティバル）というコンペティションを開催している。